# Aoratosema subflavata
Aoratosema subflavata är en fjärilsart som beskrevs av W. Warren 1898. Aoratosema subflavata ingår i släktet Aoratosema och familjen Uraniidae. Inga underarter finns listade i Catalogue of Life.